# Rhachotropis macropus
Rhachotropis macropus is een vlokreeftensoort uit de familie van de Eusiridae. De wetenschappelijke naam van de soort is voor het eerst geldig gepubliceerd in 1895 door Sars.